# Don Bassman
Pour les articles homonymes, voir Bassman.
Don J. Bassman est un ingénieur du son américain né le 2 avril 1928 et mort le 24 janvier 1993 à Los Angeles (Californie).

## Filmographie

### Cinéma (sélection)
- 1968 : L'Étrangleur de Boston (The Boston Strangler) de Richard Fleischer
- 1969 : Che ! de Richard Fleischer
- 1970 : Patton de Franklin J. Schaffner
- 1972 : La Conquête de la planète des singes (Conquest of the Planet of the Apes) de J. Lee Thompson
- 1973 : La Bataille de la planète des singes (Battle for the Planet of the Apes) de J. Lee Thompson
- 1978 : Ces garçons qui venaient du Brésil (The Boys from Brazil) de Franklin J. Schaffner
- 1979 : Le Vampire de ces dames (Love at First Bite) de Stan Dragoti
- 1986 : Jumpin' Jack Flash de Penny Marshall
- 1986 : Les Aventures de Jack Burton dans les griffes du Mandarin (Big Trouble in Little China) de John Carpenter
- 1986 : Highlander de Russell Mulcahy
- 1987 : Predator de John McTiernan
- 1987 : La Veuve noire (Black Widow) de Bob Rafelson
- 1988 : Piège de cristal (Die Hard) de John McTiernan
- 1989 : Abyss (The Abyss) de James Cameron
- 1990 : À la poursuite d'Octobre rouge (The Hunt for Red October) de John McTiernan

### Télévision (sélection)
- 1962-1965 : Monsieur Ed, le cheval qui parle (78 épisodes)
- 1964-1965 : La Famille Addams (34 épisodes)
- 1985 : Clair de lune (4 épisodes)

## Distinctions

### Récompenses
- Oscars 1971 : Oscar du meilleur mixage de son pour Patton

### Nominations
- Oscar du meilleur mixage de son
  - en 1989 pour Piège de cristal
  - en 1990 pour Abyss
  - en 1991 pour À la poursuite d'Octobre rouge
- BAFA du meilleur son
  - en 1971 pour Patton
  - en 1991 pour À la poursuite d'Octobre rouge